# Le Pertre
Le Pertre (en bretó Ar Perzh) és un municipi francès, situat a la regió de Bretanya, al departament d'Ille i Vilaine. L'any 2006 tenia 1.374 habitants.

## Demografia
| ~1761                                      | 1791  | 1911  | 1921  | 1962  | 1968  | 1975  | 1982  | 1990  | 1999  |
| ------------------------------------------ | ----- | ----- | ----- | ----- | ----- | ----- | ----- | ----- | ----- |
| ~3.000                                     | 2.200 | 1.911 | 1.508 | 1.277 | 1.376 | 1.270 | 1.335 | 1.326 | 1.361 |
| Des de 1962: població sense dobles comptes |       |       |       |       |       |       |       |       |       |

## Administració
| Període        | Identitat                | Partit |
| -------------- | ------------------------ | ------ |
| vers 1930-1960 | Antoine de Sallier Dupin |        |
| vers 1960-1978 | Geoffroy de Legge        |        |
| 1978-1995      | Théophile Paré           |        |
| 1995-          | Dominique de Legge       | UMP    |